# Newton Poppleford
Newton Poppleford est un village et une ancienne paroisse civile du Devon, situé dans le sud-ouest de l'Angleterre. 